# Pasar Cerenti
Pasar Cerenti is een bestuurslaag in het regentschap Kuantan Singingi van de provincie Riau, Indonesië. Pasar Cerenti telt 560 inwoners (volkstelling 2010).